# Nationale 1 2008-2009 (hockey su pista)
Il Nationale 1 2008-2009 è stata la 93ª edizione del torneo di primo livello del campionato francese di hockey su pista; fu disputato dal 4 ottobre 2008 al 23 maggio 2009. Il titolo fu conquistato dal SCRA Saint-Omer, al suo settimo titolo.

## Stagione

### Formula
Il Nationale 1 2008-2009 vide ai nastri di partenza dodici club; la manifestazione fu organizzata con un girone all'italiana, con gare di andata e ritorno per un totale di ventidue giornate: erano assegnati tre punti per l'incontro vinto, due punti a testa per l'incontro pareggiato e uno per la sconfitta. Al termine della stagione regolare la vincitrice venne proclamata campione di Francia. Le squadre classificate dall'undicesimo al dodicesimo posto retrocedettero direttamente in Nationale 2, il secondo livello del campionato.

## Classifica finale
|                    | Pos. | Squadra         | Pt | G  | V  | N | P  | GF  | GS  | DR  |
| ------------------ | ---- | --------------- | -- | -- | -- | - | -- | --- | --- | --- |
| Francia (bandiera) | 1.   | SCRA Saint-Omer | 54 | 22 | 14 | 4 | 4  | 98  | 47  | +51 |
|                    | 2.   | Quévert         | 54 | 22 | 14 | 4 | 4  | 84  | 46  | +38 |
|                    | 3.   | Coutras         | 53 | 22 | 13 | 5 | 4  | 87  | 63  | +24 |
|                    | 4.   | La Vendéenne    | 51 | 22 | 11 | 7 | 4  | 64  | 49  | +15 |
|                    | 5.   | Mérignac        | 49 | 22 | 12 | 3 | 7  | 108 | 76  | +32 |
|                    | 6.   | Noisy-le-Grand  | 42 | 22 | 6  | 8 | 8  | 68  | 80  | -12 |
|                    | 7.   | Saint-Brieuc    | 41 | 22 | 7  | 5 | 10 | 71  | 103 | -32 |
|                    | 8.   | Vaulx-en-Velin  | 39 | 22 | 5  | 7 | 10 | 58  | 79  | -21 |
|                    | 9.   | Lione           | 39 | 22 | 4  | 9 | 9  | 69  | 79  | -10 |
|                    | 10.  | Ploufragan      | 39 | 22 | 6  | 5 | 11 | 58  | 72  | -14 |
|                    | 11.  | Nantes          | 38 | 22 | 5  | 6 | 11 | 66  | 83  | -17 |
|                    | 12.  | Villejuif       | 29 | 22 | 3  | 1 | 18 | 51  | 105 | -54 |

Legenda:
  Vincitore della Coppa di Francia 2008-2009.
      Campione di Francia e ammessa all'Eurolega 2009-2010.
      Ammesse all'Eurolega 2009-2010.
      Ammesse alla Coppa CERS 2009-2010.
      Retrocesse in Nationale 2 2009-2010.
Note:
Tre punti a vittoria, due a pareggio, uno a sconfitta.